# Tomoya Fukuda
Tomoya Fukuda (født 10. september 1992) er en japansk fodboldspiller, som spiller for den japanske fodboldklub Iwate Grulla Morioka.